# Teatro Municipal Sefrin Filho
O Teatro Municipal de Cascavel - Sefrin Filho é um espaço multicultural  localizado no município de Cascavel, região Oeste do estado brasileiro do Paraná.

## Características
Com 8 530 m² distribuídos em cinco pavimentos e 1 325 lugares, é o segundo maior teatro paranaense.
Situado no centro da cidade, ao lado do Centro Cultural Gilberto Mayer, conta com quatro auditórios, sendo o principal com capacidade para 778 pessoas, palco de 480 m² com assoalho em madeira freijó e quartelada manual. No backstage, seis camarins equipados para 180 artistas, copa e espaço para refeições. Dois auditórios de apoio somam 508 lugares.
Outras salas complementam a infraestrutura para aulas de dança, teatro, música, artes e também abrigam os ensaios da Orquestra Sinfônica de Cascavel. O foyer (área externa do auditório) reserva espaço para um café, chapelaria e balcão de informações. O último pavimento abriga uma galeria de arte com pé-direito duplo e iluminação adequada para exposições.

## Inauguração
Inaugurado no dia 10 de abril de 2015, com a apresentação da peça Don Quixote, encenada pela Escola de Ballet Bolshoi, de Joinville.

## Histórico
Em  1991, a Prefeitura de Cascavel promoveu um concurso público nacional para a escolha do anteprojeto do futuro Teatro Municipal. O vencedor apresentou uma opção com 2.545,43 m², com a consultoria do IBAC - Instituto Brasileiro de Artes Cênicas, do Rio de Janeiro, para o desenvolvimento das dimensões da caixa cênica, fosso da orquestra e plateia principal. 
Na gestão seguinte houve uma ampliação do projeto a fim de absorver um centro de eventos, deixando de ser apenas um auditório, com a área ampliada para 5.923,58 m². Com uma nova licitação foi iniciada a fundação e parte da estrutura, mas o governo estadual barrou as verbas e as obras foram paralisadas.  
Em 2008 foram liberados os recursos para a execução da parte civil, com a promessa de se promover outra licitação para a caixa cênica, mobiliário e equipamentos cenotécnicos, porém os projetos complementares estavam defasados, pois datavam de 1991 e não atendiam às normas vigentes, o que gerou novos atrasos.  
Decidiu-se então solicitar a ampliação e modernização do projeto, o que culminou com  estrutura atual.

## Centro Cultural
O Teatro Municipal de Cascavel está localizado no mesmo terreno do Centro Cultural Gilberto Mayer, que serviu a cidade por muitos anos com seu auditório de 408 lugares e quatro salas de exposições e agora complementa a nova estrutura. 

## Homenageado
Frederico Sefrin Filho foi um pioneiro e jornalista do município.